# Језеро (Деспотовац)
Језеро је насеље у Србији у општини Деспотовац у Поморавском округу. Према попису из 2022. било је 275 становника.

## Демографија
У насељу Језеро живи 339 пунолетних становника, а просечна старост становништва износи 42,8 година (41,8 код мушкараца и 43,8 код жена). У насељу има 118 домаћинстава, а просечан број чланова по домаћинству је 3,67.
Ово насеље је великим делом насељено Србима (према попису из 2002. године), а у последња три пописа, примећен је пад у броју становника.
|  |

| Демографија | Демографија | Демографија |
| Година      | Становника  | Становника  |
| ----------- | ----------- | ----------- |
| 1948.       | 723         |             |
| 1953.       | 770         |             |
| 1961.       | 730         |             |
| 1971.       | 684         |             |
| 1981.       | 672         |             |
| 1991.       | 669         | 505         |
| 2002.       | 433         | 649         |

| Етнички састав према попису из 2002.‍ | Етнички састав према попису из 2002.‍ | Етнички састав према попису из 2002.‍ | Етнички састав према попису из 2002.‍ | Етнички састав према попису из 2002.‍ |
| ------------------------------------ | ------------------------------------ | ------------------------------------ | ------------------------------------ | ------------------------------------ |
|                                      |                                      |                                      |                                      |                                      |
| Срби                                 | Срби                                 |                                      | 431                                  | 99,53%                               |
| Југословени                          | Југословени                          |                                      | 1                                    | 0,23%                                |
| непознато                            | непознато                            |                                      | 1                                    | 0,23%                                |

| Година пописа     | 1948. | 1953. | 1961. | 1971. | 1981. | 1991. | 2002. |
| ----------------- | ----- | ----- | ----- | ----- | ----- | ----- | ----- |
| Број домаћинстава | 131   | 143   | 144   | 134   | 142   | 132   | 118   |

| Број чланова      | 1  | 2  | 3  | 4 | 5  | 6  | 7 | 8 | 9 | 10 и више | Просек |
| ----------------- | -- | -- | -- | - | -- | -- | - | - | - | --------- | ------ |
| Број домаћинстава | 22 | 24 | 13 | 9 | 23 | 17 | 9 | 1 | 0 | 0         | 3,67   |

| Пол    | Укупно | Неожењен/Неудата | Ожењен/Удата | Удовац/Удовица | Разведен/Разведена | Непознато |
| ------ | ------ | ---------------- | ------------ | -------------- | ------------------ | --------- |
| Мушки  | 177    | 30               | 127          | 17             | 2                  | 1         |
| Женски | 180    | 17               | 130          | 32             | 1                  | 0         |
| УКУПНО | 357    | 47               | 257          | 49             | 3                  | 1         |

| Пол    | Укупно                    | Пољопривреда, лов и шумарство | Рибарство                            | Вађење руде и камена | Прерађивачка индустрија       |
| ------ | ------------------------- | ----------------------------- | ------------------------------------ | -------------------- | ----------------------------- |
| Мушки  | 81                        | 36                            | 0                                    | 18                   | 1                             |
| Женски | 69                        | 58                            | 0                                    | 1                    | 0                             |
| УКУПНО | 150                       | 94                            | 0                                    | 19                   | 1                             |
| Пол    | Производња и снабдевање   | Грађевинарство                | Трговина                             | Хотели и ресторани   | Саобраћај, складиштење и везе |
| Мушки  | 0                         | 7                             | 9                                    | 0                    | 3                             |
| Женски | 0                         | 0                             | 4                                    | 0                    | 0                             |
| УКУПНО | 0                         | 7                             | 13                                   | 0                    | 3                             |
| Пол    | Финансијско посредовање   | Некретнине                    | Државна управа и одбрана             | Образовање           | Здравствени и социјални рад   |
| Мушки  | 0                         | 0                             | 2                                    | 2                    | 1                             |
| Женски | 0                         | 0                             | 0                                    | 5                    | 1                             |
| УКУПНО | 0                         | 0                             | 2                                    | 7                    | 2                             |
| Пол    | Остале услужне активности | Приватна домаћинства          | Екстериторијалне организације и тела | Непознато            | Непознато                     |
| Мушки  | 1                         | 0                             | 0                                    | 1                    | 1                             |
| Женски | 0                         | 0                             | 0                                    | 0                    | 0                             |
| УКУПНО | 1                         | 0                             | 0                                    | 1                    | 1                             |